# Asia Bibi

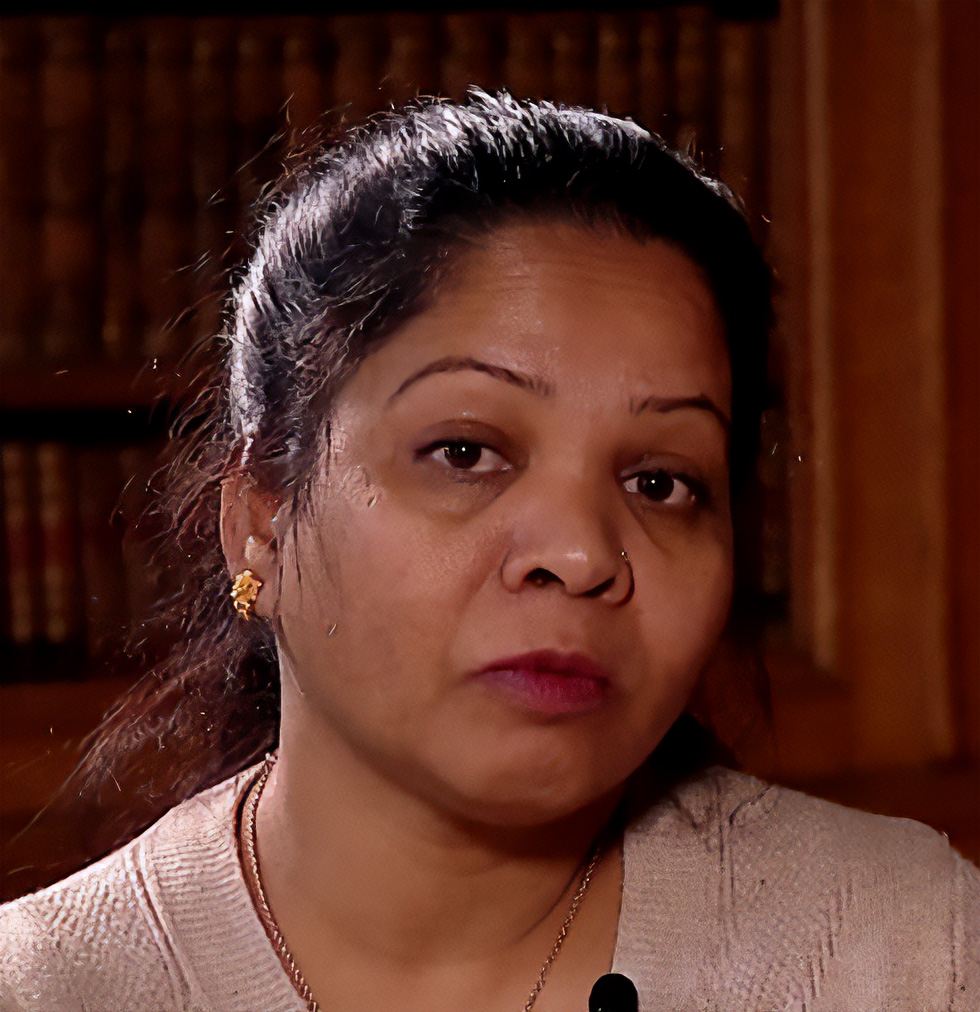
Asia Bibi, 2020

Asia Noreen (Bibi) (Urdu آسیہ بی بی, * 1971) ist eine pakistanische Katholikin. Sie wurde am 8. November 2010 von einem Gericht in Nankana als erste Frau in der Geschichte Pakistans wegen Gotteslästerung zum Tode verurteilt. Das Gericht sah es als erwiesen an, dass die Christin den Propheten Mohammed beleidigt habe, womit sie gegen die Paragraphen 295 B und C des pakistanischen Strafgesetzbuches verstoßen habe. In zahlreichen internationalen Protesten wurde ihre Freilassung oder Begnadigung gefordert. Ihre Familie ist wegen mehrerer Drohungen untergetaucht. Zwei pakistanische Politiker, die sie unterstützt hatten, waren 2011 ermordet worden.
Am 31. Oktober 2018 wurde Asia Bibi vom Obersten Gerichtshof Pakistans freigesprochen. Nach dem Freispruch riefen religiöse Fanatiker zur Rebellion gegen die Regierung auf. Am 29. Januar 2019 wurde der Freispruch höchstrichterlich bestätigt. Nach längerer Unklarheit konnte Bibi am 8. Mai 2019 nach Kanada ausreisen.

## Persönliches Umfeld

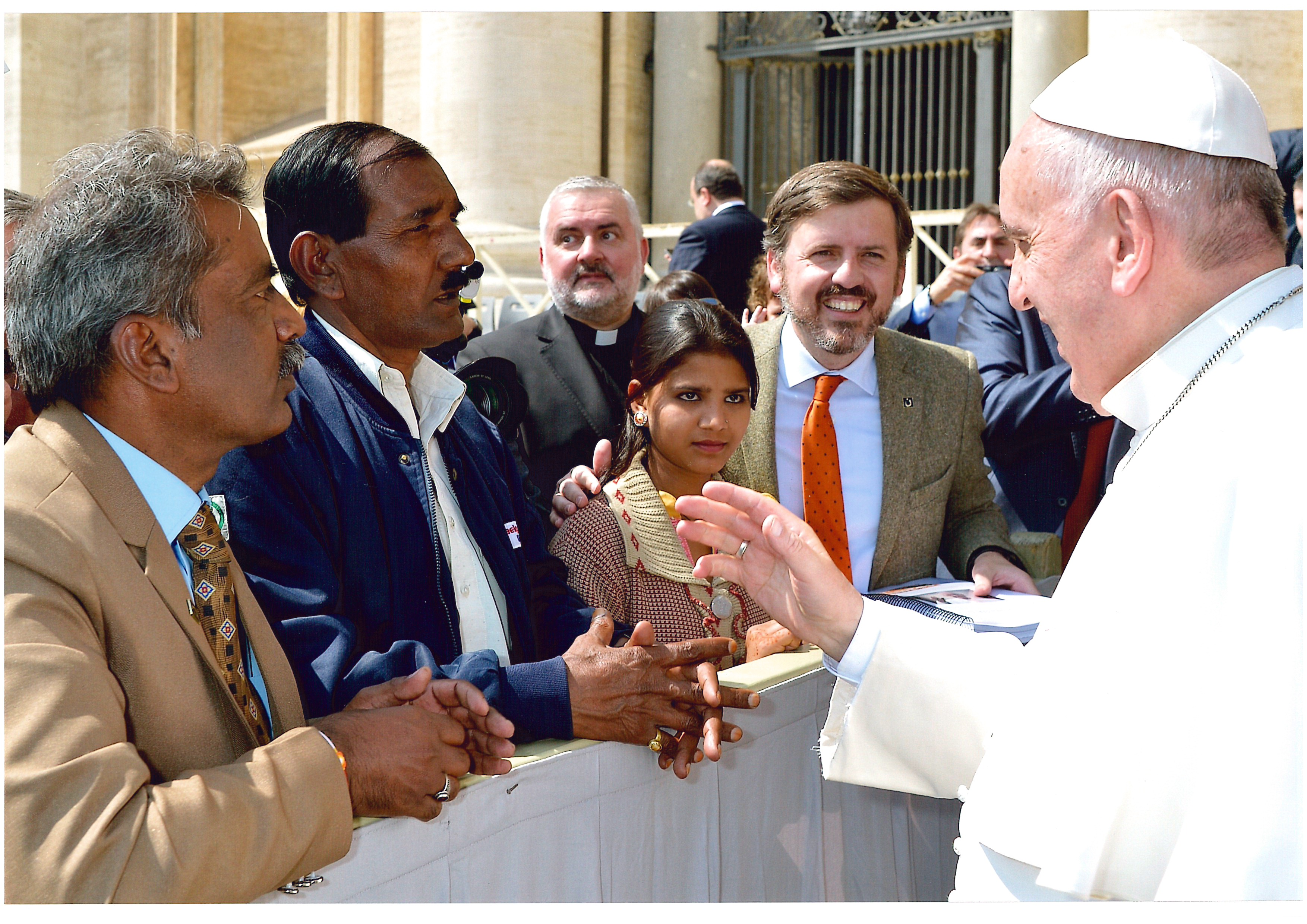
Der Ehemann und eine Tochter von Asia Bibi mit Papst Franziskus in Vatikanstadt, April 2015

Asia Bibi wuchs in Ittanwali auf, einem Dorf in der Provinz Punjab im Osten Pakistans. Sie heiratete Ashiq Masih (* um 1960), einen Ziegeleiarbeiter, der drei Kinder in die Ehe mitbrachte, und bekam mit ihm zwei weitere Kinder. Zum Zeitpunkt ihrer Festnahme arbeitete sie auf der Farm des Landbesitzers Mohammed Idrees. Ihre Familie bildet mit zwei anderen die christliche Minderheit im Dorf, das von etwa 1500 Familien bewohnt wird.

## Vorwürfe
Der vorgeworfenen Tat soll ein Streit zwischen muslimischen Arbeiterinnen auf der Farm in Ittanwali und Asia Bibi vorausgegangen sein. Demnach habe Bibi für die Gruppe Wasser geholt und sei daraufhin aufgefordert worden, sich zum Islam zu bekennen, da die anderen Frauen einwandten, das Wasser sonst nicht trinken zu können. Infolgedessen sei eine Diskussion zwischen den Anwesenden entbrannt. Die Schilderungen aller Beteiligten stimmen bis zu diesem Punkt überein. Nach Aussage der Frauen soll Asia Bibi dann behauptet haben, dass Jesus Christus und nicht Mohammed der wahre Prophet Gottes sei, was sie abstreitet.
Nach dem Vorfall war Asia Bibi zu ihrer Familie geflüchtet. Einige Tage später, am 19. Juni 2009, versuchten Einwohner des Dorfes sie in ihre Gewalt zu bringen und zu bestrafen, was durch einen Einsatz der Polizei, verständigt von den Christen im Dorf, verhindert wurde. Diese nahm Bibi in Gewahrsam – nach Aussage der Behörde, um sie vor weiteren Übergriffen zu schützen. Zu einer Freilassung Bibis kam es in der Folgezeit jedoch nicht. Stattdessen erhob der Staat Anklage wegen Blasphemie gegen die Frau.

## Anklage und Verurteilung
Auf Druck islamischer Geistlicher wurde in der Folge Anklage gegen Asia Bibi erhoben. Eine erste Anhörung fand am 14. Oktober 2009 statt, der Urteilsspruch erfolgte am 8. November 2010. Darin wurde Asia Bibi zum Tod durch den Strang und zur Zahlung einer Geldstrafe von zweieinhalb Jahresgehältern, etwa 850 Euro, verurteilt. In seinem Urteil sprach der Richter von einer unzweifelhaften Schuld und schloss mildernde Umstände aus.
Bibis Ehemann kündigte an, in Berufung gehen zu wollen. Die Berufung wurde im Oktober 2014 durch den Lahore High Court zurückgewiesen, wonach nur noch eine Berufungsmöglichkeit beim  Obersten Gerichtshof Pakistans bestand. Presseberichten zufolge sei in Pakistan noch nie ein Todesurteil wegen Blasphemie vollstreckt worden, viele der Verurteilten würden von Appellationsgerichten freigelassen. Der Oberste Gerichtshof ließ die Berufung zu und im Oktober 2016 stand der Fall erstmals auf der Liste der zu behandelnden Fälle.

## Freispruch
Am 31. Oktober 2018 wurde Asia Bibi vom Obersten Gerichtshof Pakistans freigesprochen. Richter Asif Said Khosa führte in einer Erläuterung zum Urteil an, dass Jesus im Islam auch ein heiliger Prophet sei und die heilige Bibel ein Buch, das vom Allmächtigen Allah offenbart worden sei. Insofern seien die Handlungen der anderen Frauen, die Jesus Christus nicht anerkennen wollten, nicht weniger blasphemisch gewesen. Der heilige Prophet Mohammed habe deklariert, dass Christen die Verbündeten des Islam seien; die entsprechende ungefähr im Jahr 628 an die Mönche im Kloster Sankt Katharina am Sinai getätigte Aussage Mohammeds (siehe Schutzbrief des Mohammed) habe sich nicht nur auf diese, sondern alle Christen bezogen.
Religiöse Fanatiker riefen zur Rebellion gegen den Staat auf und forderten die Tötung Bibis sowie der drei Richter des Obersten Gerichtshofs. Radikale Islamisten um die Partei Tehreek-e-Labaik organisierten Massenproteste gegen den Freispruch von Bibi und forderten eine Revision des Falls. Dieser Forderung gab die Regierung nach Verhandlungen mit der Tehreek-e-Labaik nach. Des Weiteren wurde Bibi die Ausreise aus Pakistan verboten. Am 7. November 2018 wurde Bibi aus dem Gefängnis entlassen und an einen unbekannten Ort gebracht.
Der Strafverteidiger von Asia Bibi erklärte in einem Interview, dass er über den Freispruch „sehr, sehr glücklich“ sei und dass seine Mandantin nun die Freiheit habe, zu tun, was sie möge. Auf die Nachfrage, ob seine Mandantin in Pakistan bleiben könne und werde, erwiderte er, dass er dies nicht glaube. Jeder, der einmal in diesem Land der Blasphemie beschuldigt worden sei, könne hier nicht mehr leben. Er sei sehr beunruhigt über „alle diese fundamentalistischen Gruppen“. Der islamische Geistliche im Heimatort Bibis erklärte, dass, wenn zwei Gerichte ein Urteil fällten und ein drittes dieses aufhebe, die Menschen sich aufgefordert fühlen könnten, das Recht in die eigene Hand zu nehmen.
Nach Angaben des Kurienkardinals Pietro Parolin im November 2018 bot die Vatikanstadt Bibi weder Asyl noch diplomatische Unterstützung an. Nach Parolins Worten handle es sich um eine innerpakistanische Angelegenheit, auf deren bestmögliche Lösung man hoffe. Bibis Anwalt Saif-ul-Malook flüchtete in die Niederlande. Das Auswärtige Amt Deutschlands erklärte sich bereit, Asia Bibi und ihrer Familie zur Asylantragstellung eine Einreise nach Deutschland zu erlauben.
Während Asia Bibi im Gefängnis saß, wurde der Gouverneur der Provinz Punjab, Salman Taseer, am 4. Januar 2011 von einem seiner Leibwächter, einem radikalen Islamisten, ermordet. Am 2. November 2011 ereilte den christlichen Minister für Minderheiten, Shahbaz Bhatti, ein ähnliches Schicksal. Er wurde von einer Splittergruppe der Tehrik-i-Taliban Pakistan in Islamabad erschossen. Beide hatten sich gegen die Blasphemiegesetze und für die Freilassung Asia Bibis ausgesprochen.
Durch die Ablehnung des Berufungsantrags wurde Bibi am 29. Januar 2019 endgültig freigesprochen. Anschließend verließ sie nach ersten Informationen Pakistan in Richtung Kanada.  Am 9. Februar 2019 wurde bekannt, dass sie noch in einer Art Arrestraum in Pakistan festgehalten wurde. Am 8. Mai 2019 traf sie dann tatsächlich in Kanada ein.
Im Mai 2019 wurde ein Video eines namentlich unbekannten Islamisten veröffentlicht, der nach Kanada gekommen sei, um sie grausam zu töten.
In einem Interview der BBC vom 28. Februar 2020 erklärte Asia Bibi, dass sie Pakistan weiterhin als ihre Heimat betrachte und dorthin zurückkehren wolle, sobald es die Umstände erlaubten. Sie sei auch stolz darauf, dass es ein pakistanisches Gericht gewesen sei, das sie von den Vorwürfen freigesprochen habe.

## Öffentliche Rezeption
Die Anklage und der sich über mehrere Monate hinziehende Prozess fand zunächst kaum mediale Resonanz. Nach eigener Aussage berichtete ein christlich orientierter Blog im September 2009 erstmals über den Vorfall. Laut Spiegel Online waren mehrere christliche Organisationen während des Prozesses in das Geschehen involviert. Einer breiteren Öffentlichkeit wurde der Fall erst nach der Urteilsverkündigung durch einen Bericht des Daily Telegraph vom 9. November 2010 bekannt. Human Rights Watch forderte, den Paragraphen, auf dessen Basis Asia Bibi verurteilt wurde, abzuschaffen.
Gegenüber der dpa äußerte Shahbaz Bhatti, pakistanischer Minister für Minderheiten, dass Asia Bibi juristisch unterstützt werden solle. Dies war vermutlich ein Grund für seine Ermordung im Jahr 2011. Markus Löning, Beauftragter der Bundesregierung für Menschenrechtspolitik und Humanitäre Hilfe, sagte: „Wir beobachten das Verfahren gegen Asia Bibi sehr genau. Ihre Verurteilung in erster Instanz macht uns große Sorgen. Menschen aufgrund ihres Glaubens strafrechtlich zu verfolgen, sie gar zum Tode zu verurteilen, ist keinesfalls hinnehmbar.“
Papst Benedikt XVI. appellierte am Ende der Generalaudienz am 17. November 2010 an die pakistanische Regierung: „In diesen Tagen verfolgt die internationale Gemeinschaft mit großer Sorge die schwierige Lage der Christen in Pakistan, die oft Opfer von Gewalt und Diskriminierungen sind […] Heute bringe ich meine geistliche Nähe besonders Frau Asia Bibi und ihren Familienangehörigen zum Ausdruck, während ich darum bitte, dass ihr so bald wie möglich wieder ihre volle Freiheit zurückerstattet wird.“

## Mordanschläge im Zusammenhang

### Gouverneur Salman Taseer
Am 4. Januar 2011 wurde auf dem Kohsar-Markt von Islamabad der Gouverneur von Punjab, Salman Taseer, durch einen Angehörigen seiner Leibgarde namens Malik Mumtaz Hussein Qadri ermordet. Wie berichtet wurde, erschoss der Attentäter den Gouverneur wegen dessen Kommentaren zum Fall Asia Bibi und dessen Opposition gegen das Blasphemiegesetz. Gegen die Verurteilung des Mörders und den Freispruch Bibis protestierte die Tehreek-e-Labbaik Pakistan, eine islamistische Partei aus der Barelwi-Bewegung.

### Minister Shahbaz Bhatti
Am 2. März 2011 wurde der Minister für religiöse Minderheiten in Pakistan, Shahbaz Bhatti, auf dem Weg zu seinem Ministerium von drei bewaffneten Männern überfallen und getötet. Zu dem Anschlag bekannten sich die Taliban, die in einem Schreiben Gegnern des pakistanischen Blasphemiegesetzes mit dem Tod drohen. „Wenn ich für meine Haltung sterben muss, dann ist das eben so“, hatte der Minister gesagt, der sich in der Vergangenheit für Asia Bibi ausgesprochen hatte. Asif Ali Zardari, Präsident Pakistans, verurteilte den Anschlag. Bhatti war der einzige Christ in der pakistanischen Regierung.

### Ermordung des Schwagers
Laut einer Meldung einer indischen Nachrichten-Website soll auch Younus, der Schwager von Asia Bibi, ermordet worden sein. Er ging am 24. Mai 2020 auf seine Farm und kehrte nachts nicht nach Hause zurück. Am nächsten Morgen wurde sein Leichnam mit durchgeschnittener Kehle  auf dem Hof aufgespürt.

## Veröffentlichungen
- mit Anne-Isabelle Tollet: Rettet mich! Zum Tode verurteilt wegen eines Bechers Wasser. Weltbild, Augsburg 2011, ISBN 978-3-86365-057-5.
- mit Anne-Isabelle Tollet: Rettet mich! Eine pakistanische Christin kämpft gegen ihre Hinrichtung. Knaur 2013, ISBN 978-3-426-78538-6.
- mit Anne-Isabelle Tollet: Enfin libre !. Editions du Rocher, Monaco 2020, ISBN 978-2-26810240-5.
- mit Anne-Isabelle Tollet: Endlich frei! Mein Weg aus der Gefangenschaft. Renovamen Verlag, Bad Schmiedeberg 2020, ISBN 978-3-95621-139-3.